# Bergonne
Bergonne ist eine französische Gemeinde im Département Puy-de-Dôme in der Region Auvergne-Rhône-Alpes (vor 2016 Auvergne) mit 316 Einwohnern (Stand 1. Januar 2022). Die Gemeinde gehört zum Arrondissement Issoire und zum Kanton Brassac-les-Mines (bis 2015 Issoire).

## Geographie
Bergonne liegt etwa 40 Kilometer südsüdöstlich von Clermont-Ferrand. Umgeben wird Bergonne von den Nachbargemeinden Solignat im Norden und Nordwesten, Issoire im Nordosten, Le Broc im Osten, Gignat im Süden sowie Antoingt im Westen.

## Bevölkerungsentwicklung
| Jahr                       | 1962 | 1968 | 1975 | 1982 | 1990 | 1999 | 2006 | 2013 |
| Einwohner                  | 175  | 242  | 220  | 275  | 362  | 333  | 372  | 341  |
| Quellen: Cassini und INSEE |      |      |      |      |      |      |      |      |

## Sehenswürdigkeiten
- Kirche Saint-Jacques